# История сборной Англии по футболу
История национальной сборной Англии по футболу начинается с первого международного матча между сборными Англии и Шотландии, состоявшемся в 1870 году. Сборная Англии один раз выигрывала чемпионат мира — это произошло в 1966 году.

## Чемпионат Европы 1988
Англия считалась одним из фаворитов чемпионата Европы в ФРГ, очень уверенно пройдя отборочный цикл (5 побед и 1 ничья в 6 матчах при разнице мячей 19-1). В первом матче чемпионата англичане встречались с командой Ирландии и достаточно неожиданно уступили 0-1 — на 6-й минуте ударом головой отличился ирландец Рэй Хафтон. Во втором тайме несколько отличных возможностей упустил Гари Линекер, у ирландцев же в перекладину попал Ронни Уилан. Во второй игре в группе встречались неудачники первого тура англичане и голландцы (последние уступили в стартовом матче 0-1 команде СССР). В начале первого тайма после ошибки Рональда Кумана в штангу попал Линекер, затем со штрафного в ту же штангу угодил Гленн Ходдл. В самом конце первого тайма счёт после паса Рууда Гуллита открыл форвард «оранжевых» Марко ван Бастен. В начале второго тайма капитан англичан Брайан Робсон с передачи Линекера отквитал гол ван Бастена, но на 71-й и 75-й минутах ван Бастен забил ещё дважды, принеся победу Нидерландам. После двух туров англичане лишились всех шансов на выход из группы, и в последнем матче уступили сборной СССР 1-3.
Несмотря на провальное выступление сборной на Евро-1988, Бобби Робсон остался у руля команды.

## Чемпионат мира 1990

### Отборочный турнир
Сборная Англии играла во второй европейской отборочной группе вместе с командами Швеции, Польши и Албании. В 6 отборочных матчах англичане одержали три победы и три игры свели вничью, забив 10 и не пропустив ни одного мяча (став единственными из всех европейских и южноамериканских сборных, не пропустившими в отборочном турнире). Тем не менее в группе англичан опередили шведы, выигравшие 4 матча при 2 ничьих. Англичане всё же отобрались на чемпионат мира благодаря 9 набранным очкам, а единственной командой, занявшей в европейской отборочной группе второе место и не попавшей в финальный турнир, стала сборная Дании (8 очков).

### Финальная часть

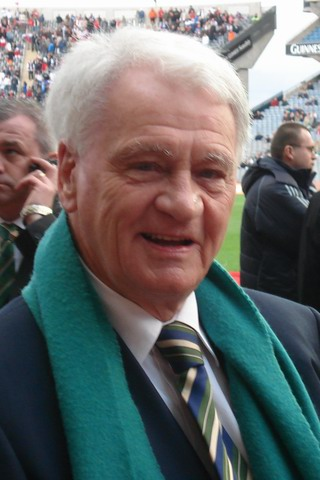
Тренером сборной Англии на ЧМ-1990 в Италии был Бобби Робсон

Как и на Евро-1988 первый матч в группе англичане проводили со сборной Ирландии. Форвард англичан Гари Линекер открыл счёт в Кальяри уже на 8-й минуте, но во втором тайме ирландец Кевин Шиди мощным ударом с линии штрафной его сравнял (1-1). Второй матч в группе F сборная Англии играла в Кальяри с командой Нидерландов (опять же как и на Евро-1988). Ни англичане не смогли пробить Ханса ван Брёкелена, ни голландцы не смогли огорчить 40-летнего Питера Шилтона, в 120-й раз защищавшего ворота национальной сборной, — 0-0 (гол Линекера во втором тайме был отменён из-за того, что он подыграл себе рукой, а гол Стюарта Пирса прямым ударом со свободного был не засчитан, так как мяч никого не коснулся по пути в ворота). После второго тура в группе F у всех 4 команд были абсолютно равные показатели — по 2 ничьи, по 1 забитому и 1 пропущенному мячу. В заключительном матче группового этапа англичанам предстояло встретиться со сборной Египта. К этому моменту в активе сборной Англии за последние 8 матчей в группах на чемпионатах мира и Европы (1986, 1988 и 1990) была лишь 1 победа при 3 ничьих и 4 поражениях. Более часа в матче в Кальяри сохранялось нулевое равновесие, пока защитник англичан Марк Райт после навеса со штрафного Пола Гаскойна головой не вывел британцев вперёд. Это был первый и единственный гол Райта за сборную. Матч так и завершился со счётом 1-0 в пользу европейцев, что принесло англичанам первое место в группе, так как в параллельном матче голландцы и ирландцы разошлись миром (1-1). Таким образом, если на Евро-1988, играя в группе с Нидерландами и Ирландией, англичане оказались на последнем месте, то на этот раз сумели выиграть группу. При этом вместо египтян тогда им также противостояла сильная сборная СССР.
В 1/8 финала в Болонье англичане встретились со сборной Бельгии во главе с Энцо Шифо, Франки ван дер Эльстом и Мишелем Прюдоммом в воротах. За 90 минут основного времени счёт открыт так и не был, хотя форвард бельгийцев Ян Кулеманс попал в перекладину, а гол англичанина Джона Барнса с передачи Линекера был не засчитан из-за офсайда. Дополнительные 30 минут также шли к нулевому итогу, когда на 119-й минуте Дэвид Платт, вышедший на поле в середине второго тайма, после подачи Пола Гаскойна забил с разворота свой первый мяч за сборную, ставший для англичан победным. У бельгийцев уже просто не оставалось времени что-либо изменить.
В четвертьфинале в Неаполе британцы играли с главной сенсацией чемпионата мира-1990 — сборной Камеруна. Началось всё для англичан неплохо — на 25-й минуте вышедший на этот раз в стартовом составе Дэвид Платт открыл счёт головой после навеса Стюарта Пирса. Но во втором тайме Камерун за несколько минут поставил всё «с ног на голову» — сначала Эмманюэль Кунде с пенальти за фол против Роже Милла сравнял счёт на 61-й минуте, а через 4 минуты Эжен Экеке после паса Милла вывел свою команду вперёд, перебросив мяч через Шилтона. Более того, Франсуа Омам-Бийик имел прекрасную возможность забить Питеру Шилтону и третий мяч, но, выйдя один на один, решил ударить пяткой и не преуспел. Англичане отыгрались лишь благодаря пенальти на 83-й минуте, который реализовал Гари Линекер. Камерунцы, как и англичане, в 1/8 финала победили Колумбию в дополнительное время после нулевой ничьи в основное, поэтому предсказать исход матча исходя из усталости команд было непросто. Равновесие в матче держалось до самого конца 1-го дополнительного тайма, когда мексиканский арбитр Эдгардо Кодесаль Мендес назначил третий пенальти в матче и второй в ворота африканской команды. Линекер и второй раз был точен. В последние 15 минут камерунцы отыграться не смогли, и англичане впервые с 1966 года вышли в полуфинал чемпионата мира. Работа арбитра в этом непростом матче была высоко оценена ФИФА и ему было доверено судить финальный матч чемпионата мира в Италии.
В полуфинале в Турине англичанам выпало сыграть со своими непримиримыми соперниками — сборной ФРГ. На стороне немцев было то, что они и в 1/8 и в 1/4 финала сумели выиграть свои матчи в основное время, тогда как англичанам пришлось оба раза играть по 120 минут, при том, что лето 1990 года в Италии выдалось очень жарким. Счёт на туринском стадионе «Делле Альпи» был открыт лишь спустя час игрового времени. К этому моменту поле из-за травмы уже покинул ключевой форвард немцев Руди Фёллер, заменённый на Карла-Хайнца Ридле. На 60-й минуте защитник англичан Стюарт Пирс сбил на подступах к своей штрафной полузащитника немцев Томаса Хесслера. После откидки мяча удар «на силу» нанёс защитник Андреас Бреме, но мяч срикотешил о бросившегося под него защитника Пола Паркера и по высокой дуге опустился за спиной немного вышедшего из ворот Шилтона. Англичане отыгрались спустя 20 минут — Паркер навесил в штрафную, где неудачно сыграл Юрген Колер, мяч подобрал Линекер и забил свой 4-й мяч на турнире. Англичанам третий раз в плей-офф предстояло играть ещё 30 минут. В дополнительное время Крис Уоддл мог принести Англии победу, но его мощный удар с левого угла штрафной пришёлся в дальнюю штангу. Затем после навеса Уоддла со штрафного головой забил Платт, но судья отменил гол из-за спорного офсайда. У немцев в штангу во втором дополнительном тайме попал Гвидо Бухвальд. В дополнительное время счёт так и не изменился, и для выявления победителя пришлось прибегнуть к серии пенальти. Для сборной Англии это была первая серия пенальти за всю её многолетнюю историю. Первыми били англичане. Линекер, Питер Бирдсли и Платт реализовали свои попытки. Немцы ответили тремя точными ударами Бреме, Лотара Маттеуса и Ридле. Четвёртым у англичан бил защитник Стюарт Пирс, известный своим пушечным ударом. Он и на этот раз положился на силу, но его удар левой ногой прямо по центру ворот ногами в падении парировал Бодо Илльгнер. Четвёртый пенальти ФРГ реализовал Олаф Тон. Пятым у англичан бил Уоддл. Чтобы сохранить шансы на продолжение серии пенальти Уоддлу непременно нужно было забивать, но его удар опять же левой ногой в левый верхний угол ворот пришёлся выше перекладины. Сборная Англии уступила и была вынуждена довольствоваться лишь матчем за третье место.
В «утешительной» игре за 3-е место англичане в Бари встретились с хозяевами турнира. Интересно, что итальянцы уступили в полуфинале аргентинцам по тому же сценарию, что и англичане немцам. Основное время закончилось со счётом 1-1, в дополнительное голов не было, а в серии пенальти бившие первыми итальянцы сначала забили трижды подряд, а потом дважды промахнулись, аргентинцы же все свои 4 удара реализовали. В матче за 3-е место счёт был открыт на 70-й минуте, когда после грубейшей ошибки Шилтона отличился Роберто Баджо. Англичане ответили через 10 минут — Тони Дориго навесил с левого фланга, а Платт неотразимо пробил головой в самую девятку. Но через 5 минут итальянцы вновь вышли вперёд — Пол Паркер сбил на входе в штрафную Сальваторе Скиллачи, и сам пострадавший реализовал 11-метровый, забив свой 6-й мяч на турнире и став его лучшим бомбардиром. За оставшиеся минуты англичане отыграться уже не смогли. Этот матч стал 125-м и последним в сборной для Питера Шилтона (абсолютный рекорд сборной Англии). Покинул команду после 8 лет во главе и тренер Бобби Робсон. 4-е место — лучшее в истории достижение англичан на чемпионатах мира, если не считать их победы в 1966 году.